# Dwight L. Moody

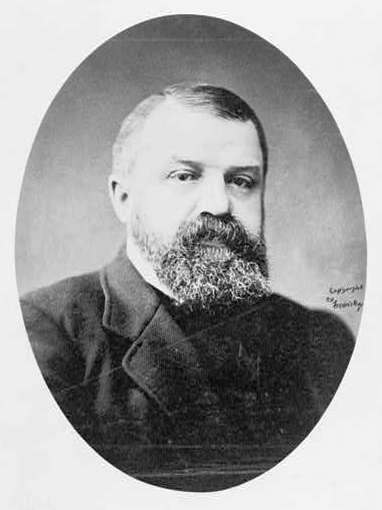
Dwight_Lyman_Moody.

Dwight Lyman Moody (5 de febrero de 1837 - 22 de diciembre de 1899), también conocido como D.L. Moody, fue un evangelista y editor estadounidense que fundó la Iglesia Moody, la escuela Northfield y escuela Mount Hermon en Massachusetts (ahora llamada escuela Northfield Mount Hermon), el Instituto Bíblico Moody y la Moody Press.

## Juventud
Dwight Moody nació en Northfield, Massachusetts. Su padre, un pequeño granjero y cantero, fue alcohólico y murió a la edad de 41 años, cuando Dwight tenía solo 4 años. Tuvo cinco hermanos mayores y una hermana menor, además de dos hermanos gemelos y una hermana nacida un mes después del fallecimiento de su padre. Su madre luchó para poder mantener a su familia pero pese a sus esfuerzos tuvo que enviar a trabajar a algunos de sus hijos para que pudieran tener comida y techo. Dwight también fue enviado a un trabajo donde recibía un plato de cereales y leche tres veces al día. Más tarde se quejó con su madre pero cuando ella se dio cuenta de que le daban lo necesario para su alimentación lo envió de regreso. Aún durante ese tiempo, su madre enviaba a sus hijos a la iglesia. Dwight y sus ocho hermanos crecieron en la Iglesia Unitaria. Su hermano mayor se fue de casa y no volvió a saber de su familia hasta algunos años después. 
Cuando Moody tenía alrededor de 17 años, se mudó a Boston con solo 5 dólares que le dio para trabajar en la tienda de zapatos de un tío. Una de las exigencias de su tío fue que Moody asistiera a la Iglesia Congregacional de Mount Vernon donde era pastor Dr. Edward Norris Kirk. En abril de 1855 Moody se convirtió al cristianismo cuando su maestro, Edward Kimball le explicó cuanto lo amaba Dios. Su conversión encendió el comienzo de su carrera como evangelista. Sin embargo, su primera postulación a la membresía de la iglesia en mayo de 1855, fue rechazada y no fue aceptado hasta el 4 de mayo de 1856.
El trabajo de Moody en Chicago condujo a su escuela dominical a ser la más grande de su época. Trabajó tan arduamente que en el transcurso de un año la concurrencia media en su escuela era de 650 personas, mientras que 60 voluntarios de varias iglesias hacían las veces de profesores. Llegó a ser tan conocido que el recién elegido presidente Abraham Lincoln visitó y habló en una reunión de la escuela el 25 de noviembre de 1860.

## Su vida más adelante
Después del comienzo de la guerra civil, se unió a la Comisión Cristiana Estadounidense YMCA e hizo de ministro en varios campos de batalla.
En Chicago, Moody trabajó para empezar una escuela dominical para niños en las zonas más pobres de la ciudad. Pronto tuvo más de 1000 niños y sus padres asistiendo cada semana. En 1862, el presidente estadounidense Abraham Lincoln visitó la escuela. La congregación de la misma, cada vez mayor, necesitaba un hogar permanente, así que Moody comenzó una iglesia en Chicago, la Illinois Street Church. Cuando la iglesia se quemó en el Gran Incendio de Chicago, fue reconstruida luego de tres meses en una localización cercana, bajo el nombre de Chicago Avenue Church. 
Fue en un viaje a Inglaterra donde se hizo más conocido como evangelista, al punto de haber sido llamado el evangelista más grande del siglo XIX. Su predicación tuvo un impacto tan grande como la de George Whitefield y John Wesley dentro de Gran Bretaña, Escocia e Irlanda. En varias ocasiones llenó estadios con capacidad de entre 2.000 y 4.000 personas. Una reunión en el Botanic Gardens Palace se juntaron entre 15.000 y 30.000 seguidores. Este séquito continuó a través de 1874 y 1875, con las muchedumbres en todas las reuniones. Cuando regresó a los Estados Unidos, las muchedumbres de 12.000 a 20.000 eran tan comunes como en Inglaterra. Sus reuniones evangélicas se celebraron desde Boston a Nueva York, a través de Nueva Inglaterra y otros pueblos de la costa oeste, como Vancouver y San Diego.
Dio su último sermón el 16 de noviembre de 1899. R.A. Torrey fue el sucesor de Moody como presidente del Moody Bible Institute. Diez años después de su muerte, la Chicago Avenue Church fue renombrada como Iglesia Moody en su honor.